# Список умерших в 1430 году
В этой статье представлен список известных людей, умерших в 1430 году.
См. также: Категория:Умершие в 1430 году

## Январь
- 7 января — Филиппа Английская — дочь короля Англии Генриха IV, королева—консорт Дании, Норвегии и королева Швеции (1406—1430), жена короля Эрика Померанского фактическая правительница Швеции с 1420 года, регент трёх королевств (1423—1425)

## Март
- 22 марта — Фадрике Энрикес де Кастилия — кастильский дворянин, Граф Трастамара, Лемос, Саррия, Вьяна и Эль-Больо (1400—1429), первый  герцога де Архон (1423—1429), умер в заключении.

## Май
- 22 мая — Иоганн Мейнхард VII — граф Горицы и Кирхберга (1385—1430), пфальцграф Каринтии (1415—1430)

## Июнь
- 26 июня — Людовик I — епископ Пуатье (1391—1395), епископ Лангра (1397—1413),  епископ Шалон-ан-Шампань (1413—1420), епископ Вердена (1419—1423, 1424—1430), кардинал-епископ Порто — Санта-Руфина (1417—1430), герцог Бара и маркграф Пон-а-Муссона (1415—1430)

## Июль
- 26 июля — Абу Малек I ― семнадцатый правитель Тлемсена из династии Абдальвадидов (1411—1424, 1418—1430); низложен и казнён.

## Август
- 4 августа — Филипп I де Сен-Поль — граф де Сен-Поль и де Линьи (1415—1430), герцог Брабантский, герцог Лимбургский и маркграф Антверпенский (1427—1430)
- 5 августа — Питти, Бонаккорсо — итальянский купец, дипломат, авантюрист и писатель-мемуарист, один из летописцев Флорентийской республики.
- 18 августа — Рос, Томас де, 8-й барон де Рос — 18 августа 1430) — английский аристократ, 8-й барон де Рос (с 1421), участник Столетней войны; утонул в Сене.

## Сентябрь
- 14 сентября — Грей, Джон, 2/5-й барон Грей из Коднора — барон Грей из Коднора (1418—1430)

## Октябрь
- 13 октября — Жанна де Люксембург-Линьи — графиня де Сен-Поль и графиня де Линьи (1430)
- 16 октября — Александр Стюарт, герцог Ротсей — сын короля Шотландии Якова I, герцог Ротсей (1430), наследник шотландского престола.
- 27 октября — Витовт — великий князь литовский (с 1392), князь гродненский (1370—1382), [луцк]]ий (1387—1389), [[Трокское княжество|трокский] (1382—1413),  провозглашённый король гуситов

## Декабрь
- 10 декабря — Невилл, Джон, 6-й барон Латимер из Корби — барон Латимер из Корби (1395—1430)

## Дата неизвестна или требует уточнения
- Абу Абдалла II ― восемнадцатый правитель Тлемсена из династии Абдальвадидов (1424—1428, 1430); свергнут [[Хафсиды|]Хафсидами] и казнён
- Адам из Аска — валлийский священник, хронист, правовед, один из летописцев Столетней войны и восстания Оуайна Глиндура.
- Адорно, Джоржо — генуэзский политик, дож Генуи (1413—1415)
- Алидози, Лудовико — последний сеньор Имолы из рода Алидози (1391—1424)
- Аль-Аббас аль-Мустаин Биллах — десятый аббасидский халиф в Каире, правивший под опекой мамлюкских султанов с 1406 до 1414, единственный Каирским халифом из династии Аббасидов который пришёл к власти, как султан Египта (1412).
- Бенедикт XIV (антипапа) — антипапа (с 1425) Дата смерти предположительна.
- Иван Владимирович — князь пронский (после 1378—1430) и рязанский (1408—1409). Дата смерти предположительна.
- Конецпольский, Якуб — государственный и военный деятель Королевства Польского, воевода серадзский (1394—1430) и староста куявский
- Кристина Пизанская — французская средневековая писательница итальянского происхождения. Одна из первых профессиональных писательниц, поэтесса и автор ряда философских трактатов о роли женщины в семье и обществе.
- Лунак-Кмита, Пётр — польский дворянин, подчаший сандомирский (1412)
- Стефан Серб — сербский монах, хормейстер и композитор, самый ранний из сербских композиторов, сочинения которого дошли до нашего времени.
- Стрич, Джон — английский хронист, монах-августинец,  один из летописцев Столетней войны.
- Хафизи Абру — один из важнейших персидских историков периода Тимуридов.
- Шартье, Ален — французский поэт, писатель